# Carrosserie Gangloff

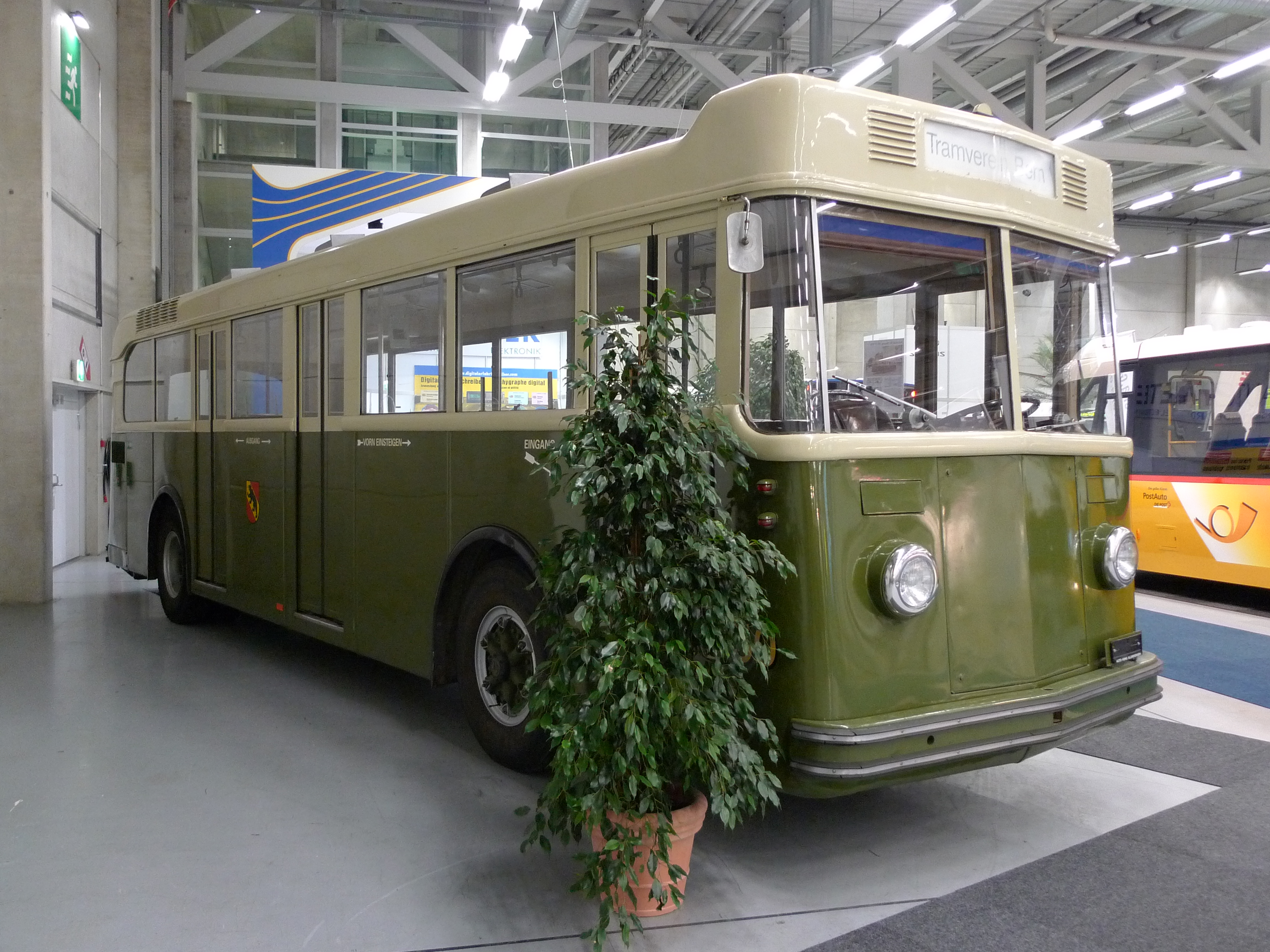
Saurer Autobus 4H CT1D mit Gangloff-Aufbau (1941)

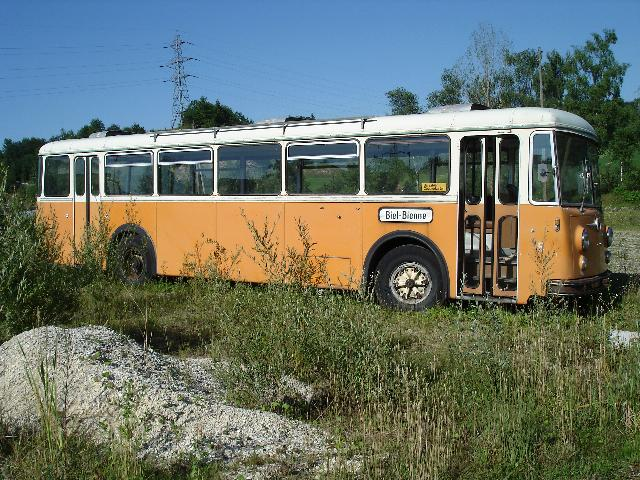
FBW Type EDU der Autobusbetriebe Biel-Meinisberg (1960) mit einer Karosserie von Ramseier & Jenzer / Gangloff

Die Carrosserie Gangloff AG war das Stammwerk der Gangloff AG in Bern-Holligen, welche außerdem in den Bereichen Luftseilbahnen und Eisenbahn-Rollmaterial tätig war. Die Carrosserie Gangloff AG war zuständig für die Unternehmensbereiche Nutzfahrzeug-Anhängerbau und Karosseriereparatur / Lackierung / Beschriftung.
2014–2015 wurde die Gangloff AG aufgeteilt und die einzelnen Bereiche verkauft. Die Carrosserie Gangloff AG ging 2015 an die Calag Carrosserie Langenthal AG über. Der Bereich wurde 2016 ins Bernische Langenthal, an den Standort der Calag Carrosserie Langenthal AG, umgezogen.

## Geschichte
Die Wurzeln des Unternehmens reichen bis 1830 zurück als mit dem Bau von Kutschen und Komponenten wie Rädern und Naben begonnen wurde. 1878 wurde der Stellmacherbetrieb in Genf formell registriert und 1903 ging daraus die Carrosserie Georges Gangloff hervor. Dieses Unternehmen entwickelte sich zu einem führenden Schweizer Spezialisten für PKW-Karosserien in Einzel- und Kleinserienfertigung mit etwa 120 Mitarbeitern 1914. In der Folge entstanden mehrere Zweigbetriebe:
- 1919: Carrosserie Gangloff (Colmar) in Colmar (Elsass, Frankreich)[2]
- 1928: Niederlassung in Bern[5]
- 1929: Übernahme der Carrosserie C. & R. Geissberger in Zürich und Weiterführung als Gangloff-Zweigbetrieb[6]

Gleichzeitig mit der Eröffnung der Berner Filiale wurde der Hauptsitz nach Bern verlegt. Das Werk in Colmar wurde um 1930 unabhängig vom Mutterhaus und erlangte für seine Kreationen auf Bugatti-Fahrgestellen Weltruhm. In den 1930er Jahren litt Gangloff unter der Weltwirtschaftskrise. Nach der Insolvenz der Georges Gangloff SA 1936 erfolgte eine Reorganisation. Aus dem Genfer Betrieb ging Carrosserie de Sécheron hervor, die Niederlassungen wurden verkauft. Den Hauptsitz in Bern übernahm Dr. R. von Muralt und organisierte ihn zunächst als Neue Carrosserie Gangloff AG. Neben der angestammten Tätigkeit im Bau von PKW-Karosserien (die in Bern nie die bedeutendste Rolle hatte) und von Nutzfahrzeug-Aufbauten war bereits 1929 mit der Herstellung von Kabinen für Standseilbahnen begonnen worden. Seit den 1970er Jahren wird dieser Bereich als eigenes Unternehmensstandbein Gangloff Swiss Cabins geführt. 1950 ging die Firma in den Besitz der Familie Pfister über.
2014–2015 wurde die Gangloff AG aufgeteilt und die einzelnen Bereiche verkauft. Die Carrosserie Gangloff AG ging 2015 an die Calag Carrosserie Langenthal AG über.

## Autobusse und Trolleybusse
Die Carrosserie Gangloff AG engagierte sich zunehmend in den Bau von Karosserien für Reise- und Linienbusse (letztere auch als Trolleybusse), wo sie sich bis in die 1960er Jahre zu einem der bedeutendsten Anbieter entwickelte. Im Zuge zunehmender Vereinheitlichung in der Konstruktion von Fahrzeugen des ÖPNV in der Schweiz gab Gangloff diesen Bereich in den 1970er Jahren auf. Es scheinen jedoch noch für einige Zeit Aufbauten für Reisebusse entstanden zu sein.